# Stałe Popow
Stałe Popow (cyryl. Стале Попов; ur. 25 maja 1902 w Mełnicy k. Prilepu, zm. 10 marca 1965 w Skopju) – macedoński pisarz. Jeden z pierwszych macedońskich prozaików nawiązujących do ustnej tradycji i narracji ludowej, ujęć kronikarskich, tematyki historycznej i obyczajowej. Stworzył powieści: etnograficzno-obyczajowa Krpen żiwot (tom 1-2 1953), historyczna Tołe pasza (1956), Kałesz Andźa, Diłber Stana (obie 1958), Szakir wojwoda (1966, pośmiertnie), także opowiadania folklorystyczne w tonie humorystycznym: Itar Pejo (1955), Mariowski panadźur (1961), również studia teologiczne.

## Publikacje
- 1953 - Крпен живот (powieść, 2 tomy)
- 1955 - Итар Пејо (разкази, 1955)
- 1956 - Опасна печалба (проза, 1956)
- 1956 - Толе Паша (powieść)
- 1958 - Калеш Анѓа (powieść)
- 1958 - Дилбер Стана (powieść)
- 1961 - Мариовскиот панаѓур (новела, 1961)
- 1966 - Шаќир војвода (романизирана биография, 1966)
- 1966 - Необично дете (powieść)
- 1966 - Доктор Орешкоски (powieść)